# کنتسگاو
کنتسگاو (به آلمانی: Knetzgau) یک شهر در آلمان است که در هاسبرگه واقع شده‌است.

## خواهرخوانده
شهر روهیلد خواهرخواندهٔ کنتسگاو هست.